# Erwine Joss-Klempfner
Erwine Joss-Klempfner (5. ledna 1876 Praha – ?) byla německá židovská spisovatelka.

## Životopis
Jejími rodiči byli fotograf Moritz Klempfner, původně Moses Klemperer (25. července 1842), a Pauline Neumann-Klempfner-Teplitz (1855–1927). Jejími sourozenci byli Oswald Klempfner (25. prosinec 1877), Eugen Klempfner (30. srpna 1879), Milan Klempfner (7. ledna 1881), Josephina Klempfner (1885) a Georg Klempfner (1888). Jejím manželem byl redaktor a spisovatel Dr. Viktor Joss (1869–1942), s nímž měla dceru Isoldu Marii Johannu Joss (4. května 1899).
Otec Erwine byl akademický malíř, důvěrný přítel Nerudův, který býval v rodině Klempfnerových denním hostem. Erwine Joss-Klempfner byla spisovatelka pohádkových her, baletních pantomim a filmových libret. Bydlela v Praze XII na adrese Čelakovského sady 12.

## Dílo

### Spisy
- Ich spielte mit Elfen und Zwergen – mit Bildern von A. Narnegger. [1913; Prag: Stella-Verlag 1930]
- Mezi elfy a trpaslíky – se svolením autorky přeložil K. Weinfurter. Praha: Alois Hynek, 1928
- Dobrodružství lorda Gorgonzoly – 1931
- Der Roland von Prag – 1933
- Im Fluge durch die Märchenwelt – Prag: František Ziegner, 1933